# Université Saint-Joseph de Philadelphie
Pour les articles homonymes, voir Université Saint-Joseph.
L’université Saint-Joseph de Philadelphie (en anglais : Saint Joseph's University) est une université catholique située à Philadelphie aux États-Unis. Elle a été fondée en 1851 par la Compagnie de Jésus comme 'collège saint Joseph'. Comme fondateur et premier directeur du collège le père jésuite français Félix Barbelin (1808-1869) y occupe une place historique spéciale. Il en fut directeur une deuxième fois, à la fin de sa vie.  Aujourd'hui, l'université accueille plus de 7 000 étudiants chaque année.